# Marcel Bam’ba Gongoa
Marcel Bam’ba Gongoa (* 1926 in Benge; † 17. September 1998) war ein kongolesischer Geistlicher und römisch-katholischer Bischof von Bondo.

## Leben
Marcel Bam’ba Gongoa empfing am 21. April 1953 das Sakrament der Priesterweihe.
Am 28. Januar 1980 ernannte ihn Papst Johannes Paul II. zum Bischof von Bondo. Johannes Paul II. spendete ihm am 4. Mai desselben Jahres die Bischofsweihe; Mitkonsekratoren waren der Präfekt der Kongregation für die Evangelisierung der Völker, Agnelo Kardinal Rossi, und der Erzbischof von Kinshasa, Joseph-Albert Kardinal Malula.
Bam’ba Gongoa trat am 13. November 1992 als Bischof von Bondo zurück.